# Aeroporto de Resende
O Aeroporto de Resende ou Agulhas Negras, (IATA: REZ, ICAO: SDRS), está localizado na cidade de Resende, região Sul do estado do Rio de Janeiro. O Aeroporto de Resende está autorizado para operar com aeronaves de até 50 passageiros. Ele conta com pista asfaltada de 1300 metros, pátio de estacionamento para aeronaves e terminal de passageiros.
O aeroporto foi construído em 1941, sendo um dos mais antigos aeroportos do Brasil. Atualmente é o único aeroporto nestas condições operacionais no Vale do Paraíba Fluminense. A partir do dia 21 de maio de 2012 a Trip Linhas Aéreas começa a operar regularmente no aeroporto, que também é frequentemente utilizado por particulares, empresas locais, treinamentos militares e visitas de autoridades à região. A Trip opera com um avião modelo ATR-42 com destinos para São Paulo e Juiz de Fora.
O aeroporto ainda serve como base para o "Aeroclube de Resende" e para o "Clube Skydive Resende" de pára-quedismo, que é administrado pela prefeitura do município.

## Dados técnicos e operacionais
- Indicação de Localidade: SDRS
- Piso: ASPH (asfalto)
- Cabeceiras: 08 e 26
- Coordenadas geográficas: 22 28 43S/ 044 28 54W
- Medida da pista: 1300m x 30m

## Eventos Importantes
O Aeroporto de Resende já sediou o Campeonato Brasileiro de Paraquedismo (em 2013) e modalidades dos Jogos Mundiais Militares do Rio.